# Gordon River (vattendrag i Australien, Western Australia)
Gordon River är ett vattendrag i Australien. Det ligger i delstaten Western Australia, omkring 270 kilometer sydost om delstatshuvudstaden Perth.
Trakten runt Gordon River består till största delen av jordbruksmark. Trakten runt Gordon River är nära nog obefolkad, med mindre än två invånare per kvadratkilometer. Genomsnittlig årsnederbörd är 760 millimeter. Den regnigaste månaden är september, med i genomsnitt 136 mm nederbörd, och den torraste är februari, med 12 mm nederbörd.